# Bogusław Maksymilian Maciejewski
Bogusław Maksymilian Maciejewski (ur. 23 maja 1926 , zm. 22 czerwca 2006 ) – polski muzykolog, pisarz i publicysta muzyczny, powstaniec warszawski.

## Życiorys
Na świat przyszedł w Bydgoszczy, gdzie uczęszczał do tamtejszego Gimnazjum im. Mikołaja Kopernika.
W czasie II wojny światowej był żołnierzem Armii Krajowej w randze strzelca podchorążego w 4. kompanii II batalionu szturmowego „Odwet” . Uczestniczył pod pseudonimem „Boguś”, w powstaniu warszawskim . Po kapitulacji dostał się do niemieckiej niewoli. Przebywał w Stalagu X B Sandbostel . Służył również w 2 Korpusie Polskim.
Od 1945 przebywał na emigracji w Wielkiej Brytanii, utrzymując stały kontakt z ojczyzną. Studiował na Królewskiej Akademii Muzycznej w Londynie.
Był autorem fachowych dzieł pisanych w języku angielskim podejmujących tematykę polskich kompozytorów, promotor kultury polskiej na „Zachodzie”.